# Ilirska perunika
Ilirska perunika (Iris illyrica) višegodišnja je biljka iz porodice perunike (Iridaceae), porijeklom iz jugoistočne Europe.

## Rasprostranjenost
Iris illyrica je dobila ime po antičkoj regiji Iliriji, koja se nalazila na području današnjeg Balkanskog poluotoka.
Prirodno raste u Sloveniji, Dalmaciji (Hrvatska), Albaniji, Kosovu, Bosni i Hercegovini, Crnoj Gori te dijelovima Srbije i Sjeverne Makedonije.

## Opis
Biljka naraste do visine od oko 40 cm. Cvate tijekom svibnja i lipnja.
Najviše joj odgovara položaj na punom suncu. Uspijeva u suhoj do umjereno vlažnoj, plodnoj i dobro dreniranoj zemlji. Pogodna je za sadnju u obrubima i kamenjarima.
Rijetko razvija sjeme; najčešće proizvede desetak sjemenki koje sazrijevaju u jesen.

## Taksonomija
Prema podacima Međunarodne organizacije za biljne informacije (IOPI), taksonomski status vrste Iris illyrica još uvijek nije konačno razjašnjen. Često se smatra podvrstom dalmatinske perunike (Iris pallida). U nekim se izvorima navodi i kao sinonim za Iris pallida subsp. illyrica.

## Ljekovita svojstva
U ilirskom i rimskom razdoblju, Iris illyrica se smatrala ljekovitom biljkom s više korisnih svojstava. Koristila se za liječenje čireva, ublažavanje glavobolja, izazivanje pobačaja, a dijelovi biljke primjenjivali su se i kao prirodni antiperspirant te u izradi parfema.

## Vanjske poveznice
- slika hrvatske perunike  Arhivirana inačica izvorne stranice od 12. listopada 2007. (Wayback Machine)
- [neaktivna poveznica]